# Jinfengopteryx
Jinfengopteryx là một chi khủng long, được Ji et al. mô tả khoa học năm 2005.